# Die zwölf Worte der Wahrheit
Die zwölf Worte der Wahrheit ist ein Legendenmärchen (AaTh 812), das im portugiesischen, spanischen und ungarischen Sprachraum sowie in Österreich bekannt ist.

## Handlung
Ein armer Mann betete jeden Tag zu seinem Schutzengel, doch als sich seine Lage nicht besserte, rief er den Teufel an, der prompt erschien. Dieser verhalf dem Mann zu Reichtum, wofür er ihn aber, zwanzig Jahre später, für immer mit sich nehmen werde, es sei denn dieser schaffe es dann die zwölf Worte der Wahrheit vorwärts und rückwärts aufzusagen. Der Mann verbrachte daraufhin ein vergnügliche Zeit, doch irgendwann fiel ihm wieder die Abmachung mit dem Schwarzen ein, also begann er sich nach den zwölf Worten der Wahrheit zu erkundigen. Da niemand sie wusste, wurde ihm angst und bange. Er gab sein sündhaftes Leben auf, bereute, tat Buße und zog verzweifelt durch die Welt, denn auch dort fand er keinen, der dieser Worte kundig war.
Eines Tages, beim Beten, traf er einen alten Mann, Custodius („Wächter“) genannt, der auf die Frage, ob er denn die zwölf Worte der Wahrheit kenne, eine bejahende Antwort gab. Sogleich dankte der Mann Gott und fragte nach dem ersten Wort der Wahrheit, worauf der Alte sagte, es sei die heilige Herberge in Bethlehem, in der der Herr Jesus Christus geboren wurde, um sie zu erlösen. Auf die Frage nach dem zweiten Wort der Wahrheit antwortete ihm der alte Mann, es seien die beiden Gesetzestafeln Moses; daraufhin wiederholte er das erste Wort der Wahrheit. Als drittes Wort der Wahrheit gab er die heilige Dreieinigkeit an, woraufhin er die beiden vorherigen Worte der Wahrheit wiederholte. Er unterwies den Mann dann weiter und nannte als die weiteren Worte der Wahrheit die vier Evangelisten, die fünf Wunden Jesu, die sechs geweihten Kerzen auf dem Hauptaltar von Jerusalem, die sieben Sakramente, die acht Chöre der Engel, die neun Monate, die die Jungfrau Maria schwanger war, die zehn Gebote, die elftausend Jungfrauen und die zwölf Apostel, wobei er nach jedem neu erzählten Wort der Wahrheit die vorangegangenen wiederholte, sodass sie vor- und rückwärts zugleich aufgesagt wurden. Vor seinem Verschwinden gab sich der alte Mann noch als der Schutzengel des Mannes zu erkennen, und dieser trug die Worte der Wahrheit dann, auf die vernommene Weise, dem Teufel vor, der sodann, ob seines missglückten Handels, zerplatzte.

## Versionen und Hintergrund
Diese portugiesische Version stammt aus Luís da Câmara Cascudos Werk Os melhores contos populares de Portugal. Seleção e estudo de Luis da Câmara Cascudo. (Rio de Janeiro 1944). Sie erhielt im Deutschen den Titel Die zwölf Worte der Wahrheit und wurde in Brasilien von einem aus Porto stammenden Einwanderer erzählt. Die zwölf Worte der Wahrheit werden meist an Sterbebetten gebetet, um die sterbende Person vor der Hölle zu bewahren, wobei ewige Verdammnis droht, wenn sich die betende Person dabei verspricht oder das Gebet unterbricht. Es existieren etliche weitere Veröffentlichungen des Märchens, so auch eine von Maria Leonor Carvalhão Buescu, für deren Version die Erzählerin den Text dreizehnmal hintereinander aufsagen musste, da es auch dann nicht statthaft war die vor- und rückwärts zugleich aufgezählten Worte der Wahrheit zu unterbrechen, wenn die Aufzeichnerin während des Schreibens in Rückstand geriet.
Eine spanische Version aus dem Werk Cuentos populares en la Ribera del Duero (Salamanca 1955) von Luis L. Cortes y Vazquez, die im Deutschen den Titel Die zwölf Antworten trägt, nennt als Antworten das heilige Haus in Jerusalem, wo Christus für unsere Sünden starb, die zwei Gesetzestafeln Moses, die drei Marien, die vier Evangelisten, die fünf Wunden, die sechs Kerzen, die sieben Schmerzen, die acht Seligkeiten, die neun Chöre, die zehn Gebote, die elftausend Jungfrauen und die zwölf Apostel. Laut Aurelio Macedonio Espinosa (Cuentos populares españoles, 1946) ist das Märchen in Spanien weit verbreitet und zudem auch in ganz Europa bekannt, wobei es vermutlich indischen Ursprungs sei.
In einer österreichischen Version aus Georg Grabers Werk Sagen und Märchen aus Kärnten (Graz 1935), die den Titel Der alte Soldat oder die sechs alten Grundwahrheiten bekam, werden neben der sechsten Grundwahrheit, die besagt, „daß die Woche sechs Tage hat, und der siebente Tag zum Heiligen da ist!“, nur banale Dinge ohne christlichen Bezug, wie ein Wagen hat vier Räder, genannt. Eine ähnliche ungarische Version findet sich in dem Werk Heckenrosen, Sammlung von Szekler Volksdichtung (Budapest 1911) von János Kriza. Der deutsche Titel lautet Die neun Fragen des Teufels. Der Typus AaTh 812 ist in Ungarn selten.